# Avril 1963

## Événements
- Reprise du conflit au Laos.

- 4 avril, France : le réacteur nucléaire Pégase entre en service à Cadarache.
- 6 avril : signature à Washington de l’accord sur la livraison de missiles Polaris américains au Royaume-Uni.
- 7 avril : seconde Constitution yougoslave qui étend les prérogatives des républiques et des provinces autonomes et change le nom du pays en république fédérative socialiste de Yougoslavie.
- 8 avril, Canada : élection fédérale. Défaite des conservateurs.
- 11 avril : encyclique Pacem in Terris[1] de Jean XXIII, première encyclique adressée 'à tous les hommes de bonne volonté' : l'encyclique condamne la notion de guerre juste et insiste: la paix n'est pas possible sans justice sociale parmi les hommes.
- 20 avril : 
  - Le Front de libération du Québec fait sauter sa première bombe.
  - Exécution en Espagne du communiste Julián Grimau.

- 22 avril : 
  - Canada : Lester B. Pearson (libéral) devient Premier ministre.
  - Canada : Robert Taschereau est nommé juge en chef à la cour suprême.
- 26 avril : plusieurs dizaines de personnes sont assassinées alors que le dictateur haïtien François Duvalier commandite le massacre du 26 avril à la suite de ce qui s'apparente à une tentative d'enlèvement de ses deux enfants en matinée.
- 27 avril, Canada : érection du diocèse de Hull.
- 28 avril : élections politiques en Italie.

## Naissances
- 3 avril : 
  - Nasrin Sotoudeh, avocate iranienne.
  - Stevo Pendarovski, homme d'État macédonien.
- 4 avril : Dale Hawerchuk, joueur et entraîneur de hockey sur glace canadien.
- 6 avril :
  - Pauline Lafont, actrice française († 11 août 1988).
  - Rafael Correa, économiste et homme politique, président de l'Équateur de 2007 à 2017.
- 9 avril :  
  - Timothy Kopra, astronaute américain.
  - Pierre Lemieux, homme politique de la circonscription de Glengarry-Prescott-Russell.
- 10 avril :
  - Doris Leuthard, femme politique suisse, conseillère fédérale.
  - Juan Mora, matador espagnol.
- 11 avril : Elizabeth Smylie, joueuse de tennis australienne.
- 12 avril : Yukari Morikawa, actrice japonaise.
- 13 avril :
  - Garry Kasparov, joueur et champion d'échecs russe.
  - Nick Gomez, réalisateur américain de films et de séries télévisées.
- 15 avril : Philippe Lucas, entraîneur de natation français.
- 18 avril : 
  - Peter Van Loan, homme politique fédéral.
  - Eric McCormack, acteur et scénariste.
- 21 avril : Roy Dupuis, acteur.
- 22 avril : Denis Podalydès,  acteur, metteur en scène, scénariste, écrivain français.
- 26 avril : Jet Li, champion des arts martiaux et acteur chinois.
- 28 avril : Stéphane Zagdanski, Écrivain français.

## Décès
- 3 avril : Lucien Weil, peintre français (° 10 mars 1902).
- 6 avril : Otto Struve, astronome américain d'origine russe (° 12 août 1897).
- 12 avril : Kazimierz Ajdukiewicz, philosophe polonais (° 12 décembre 1890).